# Роздолівка (Бахмутський район)
Роздо́лівка — село Соледарської міської громади Бахмутського району Донецької області в Україні.

## Історія
За даними 1859 року Роздолівка, панське село, над Бахмуткою, 10 господ, 144 осіб.
Село Роздолівка було утворено відразу після селянської реформи 1861 року.
Перед революцією 1917 року село нараховувало 45-48 дворів.
У 1921—1922 роках село почало переселення східніше на рівнішу місцевість, туди де й знаходиться сьогоднішня Роздолівка.
У 1924 році тут збудували першу школу.
У період німецько-радянської війни з жовтня 1941 року по вересень 1943 року село було окуповане німцями.
Через Роздолівку двічі проходив фронт, загинуло багато вояків, а село було майже зруйноване. У населеному пункті є братська могила № 64, де захоронено до 1 000 солдатів. На сьогоднішній день відомі імена більше 260.
У 1951 році в село Роздолівку були переселені люди з Галичини, з села Лісковате, що нині знаходиться на території Польщі. Переселенці зберегли свої звичаї та традиції які підтримують і корінні жителі. Разом у 1991 збудували греко-католицьку церкву — «Зіслання Святого Духа», повністю за рахунок коштів віруючих.[джерело?]
На початку 1970-х років у Роздолівці діяли центральна садиба колгоспу імені Артема, початкова школа, клуб, бібліотека, дитячі ясла.
У 1989 село було газифіковане.
30 червня 2023 армія РФ знищила сільську школу авіаударом бомбою ФАБ-250. На той момент там перебували українські військові, багато з них загинуло .
19 липня 2024 було повідомлено, що окупаційна армія РФ захопила село .

## Населення
За даними перепису 2001 року населення села становило 740 осіб, з них 94,73% зазначили рідною українську мову, а 5,27% — російську.

## Телекомунікації
- Бездротовий доступ до мережі інтернет від «Артнет+»[6]
- В бібліотеці є вільний доступ до мережі інтернет.